# Magnum opus (алхімія)

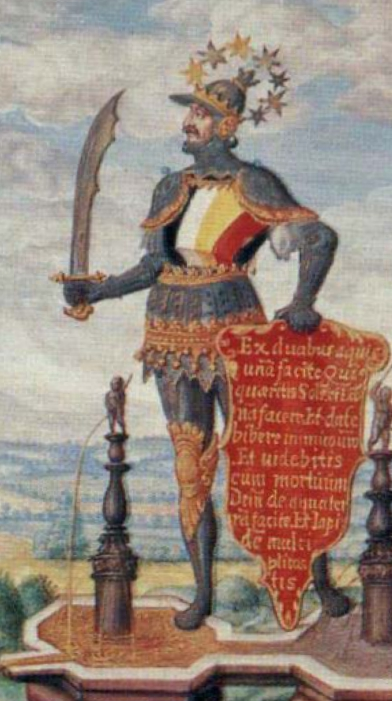
Кольори magnum opus видно на нагрудному щиті фігури з Splendor Solis

Квадратне коло: алхімічний символ, що ілюструє взаємодію чотирьох елементів матерії, що символізує філософський камінь; результат «Великої роботи»

В алхімії Magnum Opus або Велике Діяння — позначення для процесу створення філософського каменю із першоматерії. Воно використовувалося для опису особистої та духовної трансмутації в герметичній традиції, а також як модель для процесу індивідуації та засіб у мистецтві та літературі. Практика великого діяння отримала продовження у новітніх езотеричних рухах, таких як нью-ейдж і неогерметика, часто із переосмисленням старої алхімічної символіки. Початково, філософія процесу мала чотири етапи:
- nigredo, почорніння або меланоз
- albedo, побіління або лейкоз
- citrinitas, пожовтіння або ксантоз
- rubedo, почервоніння, багряність або іоз

Походження цих чотирьох фаз можна простежити принаймні до першого століття. Зосима Панопольський писав, що це було відомо Марії єврейці. Розвиток чорного, білого, жовтого та червоного також можна знайти в Physika kai Mystika Псевдо-Демокріта, яку часто вважають однією з найстаріших книг з алхімії. Після 15-го століття багато авторів включали цитринітас в рубедо і розрізняли лише три стадії. Іноді згадуються інші стадії, зокрема cauda pavonis (хвіст павича), в якому з’являється безліч кольорів.
Magnum opus мав різноманітні алхімічні символи. Птахи, такі як ворон, лебідь і фенікс, можуть використовуватися для представлення прогресу через кольори. Подібні зміни кольору можна спостерігати в лабораторних експериментах, де, наприклад, чорнота гнилої, горілої або ферментованої речовини асоціюється з нігредо.